# ژو دو پوم

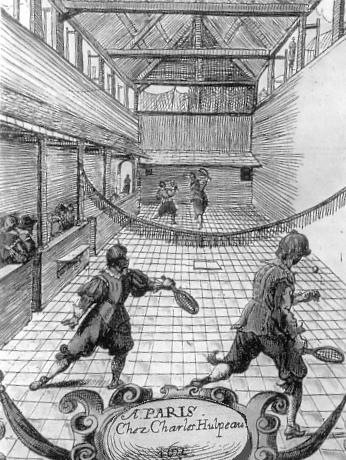

ژو دو پوم (فرانسوی: [ʒø d(ə) pom]؛ در اصل jeu de paulme؛ بازی کف دست)، که امروزه به عنوان تنیس واقعی شناخته می‌شود، یک بازی توپ و زمین است که در فرانسه آغاز شده‌است.
این پیشروی تنیس داخل سالنی بود که بدون راکت بازی می‌شد، و دارای قدیمی‌ترین مسابقات جهانی سالانه در ورزش است که برای اولین بار بیش از ۲۵۰ سال پیش تأسیس شد. این اصطلاح همچنین به دادگاهی گفته می‌شود که بازی در آن انجام می‌شود و ساختمان آن، که در قرن هفدهم گاهی اوقات به یک تئاتر تبدیل می‌شد.